# Vestre Rundkollen
De Vestre Rundkollen is een berg behorende bij de gemeente Lom in de provincie Oppland in Noorwegen. De berg, gelegen in Nationaal park Jotunheimen, heeft een hoogte van 1873 meter.
De Vestre Rundkollen is onderdeel van het gebergte Jotunheimen.